# Saint-Vincent-sur-Oust
 Saint-Vincent-sur-Oust  (en bretón Sant-Visant-an-Oud) es una población y comuna francesa, situada en la región de Bretaña, departamento de Morbihan, en el distrito de Vannes y cantón de Allaire.

## Demografía
| 972 | 994 | 1030 | 1063 | 1112 | 1096 |
| Para los censos de 1962 a 1999 la población legal corresponde a la población sin duplicidades (Fuente: INSEE [Consultar]) |     |      |      |      |      |